# Ochetorhynchus andaecola
Ochetorhynchus andaecola е вид птица от семейство Furnariidae. Видът е незастрашен от изчезване.

## Разпространение
Разпространен е в Аржентина, Боливия и Чили.